# Rhynchospora boivinii
Rhynchospora boivinii är en halvgräsart som beskrevs av Johann Otto Boeckeler. Rhynchospora boivinii ingår i släktet småag, och familjen halvgräs.
Artens utbredningsområde är Réunion. Inga underarter finns listade i Catalogue of Life.